# Cuados

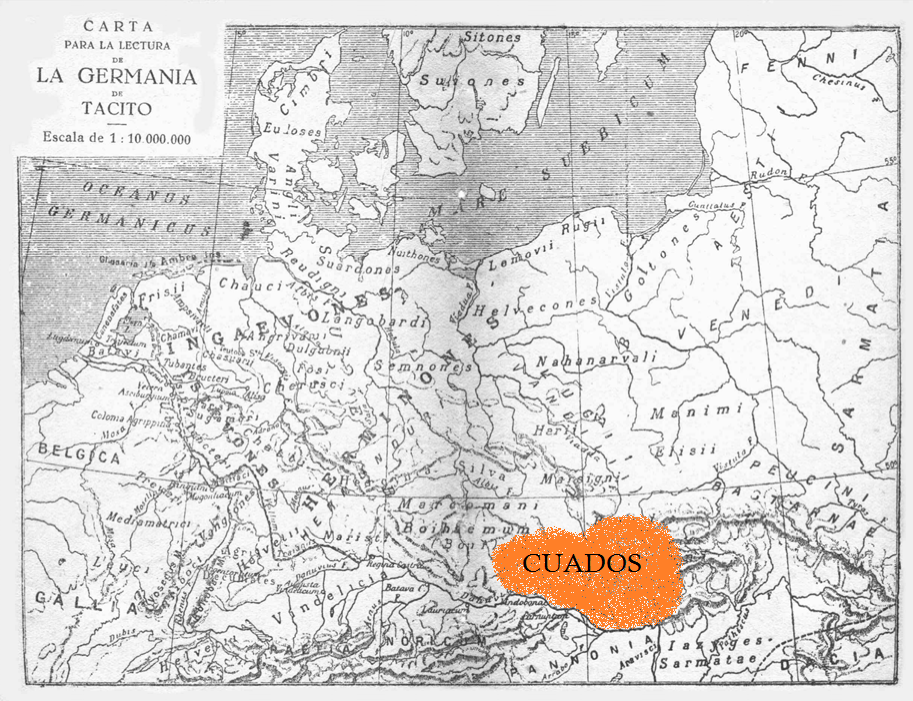
Territorio de los cuados en el siglo I d. C.

Los cuados (quadi en latín) eran una pequeña tribu germánica perteneciente al grupo de los suevos de la cual solamente tenemos noticia a través de los relatos romanos. No hay, por ejemplo, vestigios materiales que puedan ser atribuidos a los cuados o que puedan ser utilizados para distinguirlos.

## Historia
La historia de los cuados está, desde sus inicios (o sea, desde el inicio de sus contactos con el mundo romano), íntimamente conectada a la de los marcomanos, una tribu más numerosa. Originarios probablemente de una zona al norte del río Meno, que abandonaron alrededor del año 8 a. C. junto a los marcomanos para migrar a las actuales Moravia, Eslovaquia occidental y Baja Austria, desalojaron de allí a los pueblos celtas autóctonos y Vannio, jefe suevo cuado, fundó un reino que se extendía entre los ríos Morava y Váh, sometido por los romanos en el año 50. Después de las campañas de Domiciano (88 d. C.) los cuados se mantuvieron en paz hasta el periodo de las grandes guerras que Roma sostuvo con los marcomanos (segunda mitad del siglo II). Aunque sometidos, fueron un peligro permanente para el Imperio, al que atacaron en repetidas ocasiones (282, 358 y 375). Posteriormente un grupo de los cuados se unió a los vándalos y alanos y pasó a España. Tanto Estrabón como Tácito se refieren brevemente a los cuados en sus relatos.
Los enfrentamientos con los romanos alcanzaron un punto de inflexión en el año 167, cuando los lombardos atravesaron el Danubio, invadiendo la provincia romana de Mesia. Esta primera incursión (que fue repelida) no podría haber acontecido sin la autorización de los cuados, cuyo territorio tuvo que atravesar, y marcó el comienzo de una larga serie de tentativas de forzar la frontera.
Poco tiempo después los cuados y los marcomanos, junto con otras tribus, derrotaron al ejército romano y pusieron cerco a la ciudad de Aquilea, cerca de la actual Trieste. Los romanos consiguieron posteriormente reequilibrar la situación y Marco Aurelio concluyó paces con algunas de las tribus de los márgenes del Danubio, incluidos los cuados. La paz no fue duradera y el emperador romano logró empujarlos hacia Bohemia. Esta campaña fue, sin embargo, interrumpida por la muerte de Marco Aurelio en el año 180.
Investigaciones arqueológicas indican que los rituales de cremación de los muertos de las tribus suevas, entre ellas los cuados, se dejaron de verificar en Bohemia alrededor del año 400. Estos datos son compatibles con la migración que este pueblo llevó a cabo y que sólo terminó en los márgenes del Atlántico, en Gallaecia y el norte de Lusitania, donde en el 410 Hermerico fundó el reino suevo.

## Reyes cuados
- Vannio 19-50
- Sido 50-??
- Vangio ??-??
- Ariogaeso siglo II
- Ariomer ??-??
- Wangio
- Gabinius m. 374